# Hirakawa

Hirakawa (平川市 Hirakawa-shi?) este un municipiu din Japonia, prefectura Aomori. Municipiul a fost creat la 1 ianuarie 2006, prin comasarea orașelor Hiraka, Onoe și a satului Ikarigaseki, din districtul Minamitsugaru.